# Johann von Wespien
Johann von Wespien (* 18. April 1700; † 30. März 1759) war Tuchfabrikant und Bürgermeister der Reichsstadt Aachen.

## Leben
Johann von Wespien heiratete am 11. Juni 1725 die aus dem im heutigen Belgien liegenden Eupen stammende Anna Maria Schmitz. Durch die Heirat wurde er sehr vermögend. Seine Ehe blieb kinderlos. Von Wespiens finanzielle Lage ermöglichte es ihm, der wirtschaftlich angeschlagenen Stadt Kredite zu geben. Das Maria-Spital in der Jakobstraße, das damals Räume mit 27 Krankenbetten umfasste, geht auf eine Stiftung des Jahres 1769 von Wespiens und seiner Frau, die Namensgeberin ist, zurück.
Von Wespien wurde 1756 und 1759 zum Bürgermeister Aachens gewählt. Er verstarb 1759 während seiner zweiten Amtszeit.

## Bautätigkeit
Von Wespien erwarb in Aachen an der Ecke Heppion / Kleinmarschierstraße das frühere Cloubert-Haus. Er ließ es teilweise abreißen und beauftragte im Jahre 1734 den Aachener Barockbaumeister Johann Joseph Couven, aus den Resten des Hauses ein Privat- und Fabrikgebäude, das Wespienhaus zu errichten. Die Bauarbeiten begannen 1735 und endeten 1737. Hierbei sollte es sich entsprechend den Vorgaben des Bauherrn um ein repräsentatives Herrenhaus handeln. Für den Innenausbau des Hauses wurden 40 Jahre benötigt. Von Wespien erlebte die Fertigstellung nicht mehr.
Als im Jahre 1748 Gut Kalkofen zum Kauf angeboten wurde, zeigte von Wespien Interesse und ersteigerte das Gebäude. Es entsprach aber in der erworbenen Form nicht seinen Vorstellungen und er beauftragte den Aachener Barockbaumeister Johann Joseph Couven, das Gebäude zu einem Lustschloss umzubauen. Die Kosten für diese Arbeiten betrugen 100.000 Reichstaler.
Die von Johann Joseph Couven gestaltete Inneneinrichtung der Theresienkirche wurde im Jahre 1754 von Johann von Wespien gestiftet. Ebenso flossen Gelder aus Wespiens Stiftung für die Fassade und das Portal der Kapelle Enthauptung Johannes des Täufers in Eupen.